# Parakou
Parakou Benin harmadik legnagyobb városa. Lakossága 206 667 fő.

## Gazdaság
Az RNIE 2-es autópálya mentén fekszik, itt található a vasútvonal északi vége, ami délen Cotonouig vezet. Fontos kereskedelmi pont, jelentős iparágai a pamut-, textil- és földimogyoró termesztés, valamint a sörgyártás.